# Complejo Deportivo Adega
El Complejo Deportivo Adega (en portugués: Complexo Desportivo Adega) es el nombre que recibe un estadio de usos múltiples en Achada Grande Trás, en la ciudad de Praia, en la isla de Santiago parte del archipiélago y nación africana de Cabo Verde. Actualmente se utiliza sobre todo para los partidos de fútbol y competiciones de atletismo. 